# Prefeitura da Casa Pontifícia
A Prefeitura da Casa Pontifícia (Præfectura Pontificalis Domus) foi instituída pelo Papa Paulo VI no dia 15 de agosto de 1967, através da Constituição Apostólica Regimini Ecclesiae Universae, de 1967, e posteriormente integrada ao Motu Próprio Pontificalis Domus. Já em 1988, o Papa João Paulo II a regulamentou pela Constituição Apostólica Pastor Bonus.

## Atribuições
A Prefeitura da Casa Pontifícia "ocupa-se da ordem interna relativa à Casa Pontifícia (Pontificalis Domus) e dirige, naquilo que se refere à disciplina e ao serviço, todos os que constituem a Capela e a Família Pontifícia." Tem também como função assistir "o Sumo Pontífice, quer no Palácio Apostólico quer quando realiza visitas em Roma ou na Itália."  Esta assistência estende-se, como por exemplo, às tarefas domésticas e personalizadas quotidianas do Palácio Apostólico.
A Prefeitura da Casa Pontifícia tem também por missão regular o serviço de acolhimento e organizar as audiências solenes que o Papa concede a chefes de Estado, chefes de governo, ministros e outras personalidades insignes, bem como aos embaixadores quando vêm ao Vaticano apresentar as Cartas Credenciais.
A Prefeitura prepara o que diz respeito a todas as audiências – privadas, especiais e gerais – e às visitas das pessoas que são admitidas à presença do Papa. Predispõe ainda o referente às cerimônias pontifícias (excluida a parte estritamente litúrgica), aos Exercícios Espirituais do Papa, do Colégio Cardinalício e da Cúria Romana.

## Prefeitos
|           | Nome                                      | Período    | Notas                                                      |
| Prefeitos | Prefeitos                                 | Prefeitos  | Prefeitos                                                  |
| --------- | ----------------------------------------- | ---------- | ---------------------------------------------------------- |
| 5º        | Georg Gänswein                            | 2012- 2023 | nomeado núncio apostólico na Lituânia, Estónia e Letónia   |
| 4º        | James Michael Harvey                      | 1998-2012  | nomeado arcipreste da Basílica de São Paulo fora dos muros |
| 3º        | Dino Cardeal Monduzzi                     | 1986-1998  |                                                            |
| 2º        | Jacques-Paul Cardeal Martin               | 1969-1986  |                                                            |
| 1º        | Mario Cardeal Nasalli Rocca di Corneliano | 1967-1969  |                                                            |